# Confessions of a Go Go Girl
Confessions of a Go Go Girl è un Film-tv del 2008, diretto da Grant Harvey.